# Charlie Puth
Charles Otto "Charlie" Puth Jr. (Rumson, New Jersey, 1991. december 2. –) amerikai énekes, dalszövegíró, zenész és producer. A Berklee College of Music iskolájában tanult, 2013-ban végzett.
Hírnevét a YouTube nevű videómegosztón keresztül szerezte, nemzetközileg pedig a See You Again című Wiz Khalifa-dal által lett ismert, amelynek szövegét szerezte és közreműködött benne. Puth debütáló száma, a "Marvin Gaye" (Meghan Trainor közreműködésével) a toplisták élén volt hosszú ideig Új-Zélandon, Írországban és Nagy-Britanniában. A dal Marvin Gaye énekesnek állít emléket.
2016-ban jelent meg debütáló nagylemeze, a ’’Nine Track Mind’’. Az albumból több, mint ötszázezer darabot adtak el.

## Diszkográfia
- Some Type Of Love (EP, 2015)
- Nine Track Mind (2016)[2]
- Voicenotes (2018)
- Charlie (2022)

## Fordítás
- Ez a szócikk részben vagy egészben  a   Charlie Puth című angol Wikipédia-szócikk ezen változatának fordításán alapul.  Az eredeti cikk szerkesztőit annak laptörténete sorolja fel. Ez a jelzés csupán a megfogalmazás eredetét és a szerzői jogokat jelzi, nem szolgál a cikkben szereplő információk forrásmegjelöléseként.